# Leonid Averiánov
Leonid V. Averyanov ( 1955) es un botánico ruso, destacado orquideólogo.
Pertenece al personal científico del "Instituto Botánico Komarov", de la Academia rusa de las Ciencias, en San Petersburgo,

## Algunas publicaciones
- Averyanov, LV. 1990. A review of the genus Dactylorhiza. Orchid Biology: Reviews & Perspectives, V. Timber Press
- Averyanov, LV. 2002. Paphiopedilum barbigerum var. lockianum — a new Slipper orchid from Northern Vietnam. Komarovia 2: 11-16
- Averyanov, LV. 2002. Three new slipper orchids from Vietnam. Komarovia 2:17-18
- Long, VN; LV Averyanov. 2002. New species of the genus Eria Lindley (Orchidaceae) from Vietnam. Komarovia 2: 55-60
- Averyanov, LV; NT Hiep. Diplopanax vietnamensis, a New Species of Nyssaceae from Vietnam—One More Living Representative of the Tertiary Flora of Eurasia. Novon 12:1:433–436
- Averyanov, LV; NT Hiep; DK Harder; PK Loc. 2002. The history of discovery and natural habitat of Xanthocyparis vietnamensis (Cupressaceae). Turczaninowia 5(4): 31-39, 113
- Averyanov, LV; P Cribb; NT Hiep; PK Loc. 2003. Slipper Orchids of Vietnam. Royal Botanic Gardens, Kew, UK
- Averyanov, LV; KL Phan; TH Nguyen; DK Harder. 2003. Phytogeographic review of Vietnam and adjacent areas of eastern Indochina. Komarovia 3: 1-83
- Averyanov, LV; AL Averyanova. 2006. New orchids from Vietnam. Komarovia 4: 1-39
- Averyanov, LV; PK Loc; DT Doan; NT Hiep. 2006. Spatholirion puluongense (Commelinaceae), a new species endemic to northern Vietnam. Komarovia 4: 40-46
- Regalado, JC Jr; PK Loc; NT Hiep; TV Thao; LV Averyanov. The Vietnamese Golden Cypress (Xanthocyparis vietnamensis).

## Honores
- 2010: vicepresidente de la Sociedad Botánica de Rusia

### Eponimia
- (Arecaceae) Licuala averyanovii A.J.Hend., N.K.Ban & N.Q.Dung[1]

- (Orchidaceae) Bulbophyllum averyanovii Seidenf.[2]
- La abreviatura «Aver.» se emplea para indicar a Leonid Averiánov como autoridad en la descripción y clasificación científica de los vegetales.[3]

En 2014 poseía más de 435 registros IPNI de sus identificaciones y clasificaciones de nuevas especies, fundamentalmente de orquídeas